# Dot-bestand
Een dot-bestand (ook wel bekend onder de Engelse naam: dot file of dotfile) is een verborgen bestand op een Unix-systeem. Meestal is een dot-bestand een configuratiebestand.